# Trapelus schmitzi
Espèce
Statut de conservation UICN

 DD  : Données insuffisantes
Trapelus schmitzi est une espèce de sauriens de la famille des Agamidae.

## Répartition
Cette espèce se rencontre au Tchad et en Algérie.

## Étymologie
Cette espèce est nommée en l'honneur d'Andreas Schmitz.

## Publication originale
- Wagner & Böhme, 2006 : A new species of the genus Trapelus Cuvier, 1816 (Squamata: Agamidae) from arid central Africa. Bonner zoologische Beiträge, vol. 55, no 2, p. 81-87 (texte intégral).